# Васильевская волость (Александрийский уезд)
Васильевская волость — административно-территориальная единица Александрийского уезда Херсонской губернии.
По состоянию на 1886 год состояла из 4 поселений, 4 сельских общин. Население 2233 человека (1092 мужского пола и 1141 женского), 460 дворовых хозяйств.
Самые большие поселения:
- Васильевка — местечко при реке Сухой Омельничок в 25 верстах от уездного города, 1682 человека, 365 дворов, православная церковь, винокуренный завод, винный склад.
- Байдакова — село при пруде, 306 человек, 59 дворов, кирпичный завод, лавка.

| Собственность  | Площадь (в т. ч. пахотной) |
| -------------- | -------------------------- |
| Сельских общин | 2747 (1837)                |
| Частная        | 7448 (2307)                |
| Другая         | 242 (200)                  |
| Всего          | 10 437 (4344)              |